# Tanja Savitsjeva

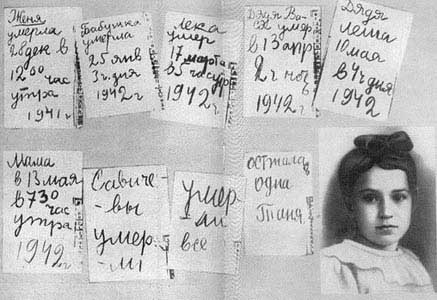
Tanja Savitsjeva en haar dagboekblaadjes

Tatjana Nikolajevna Savitsjeva (Russisch: Татьяна Николаевна Савичева) (Leningrad, 23 januari 1930 - Krasny Bor, 1 juli 1944) was een meisje dat een aantal dagboekpagina's schreef, waarin de verschrikkingen van het 900 dagen durende Belegering van Leningrad worden samengevat in enkele zinnen.

## De hele familie ingezet in de oorlog
De vader van Tanja, de bakker Nikolaj Rodionovitsj Savitsjev, overleed al voor de Tweede Wereldoorlog, toen Tanja zes jaar oud was. Haar moeder Maria Ignatievna Savitsjeva voedde daarna de vijf kinderen Savitsjev verder alleen op: de meisjes Tanja, Jenja en Nina, en de jongens Michail en Leka.
Ten tijde van de invasie van Rusland door het Duitse leger, begonnen op 22 juni 1941 met Operatie Barbarossa, had de familie plannen om naar de familiedatsja te gaan, maar die plannen werden door deze invasie doorkruist. Alleen zoon Michail was al de stad uit en bleef dat ook gedurende het beleg. Al gauw werd de hele familie ingeschakeld bij de verdediging van de belegerde stad: moeder Maria als naaister van legeruniforms, Leka, en Jenja in de oorlogsindustrie en Nina als grondwerker bij het aanleggen van verdedigingswerken. Tanja zelf groef mee bij de aanleg van loopgraven en functioneerde als brandwacht. De ooms Vasja en Lesja dienden in de luchtafweer.
Zuster Nina verdween op een kwade dag, en keerde niet meer terug. Maar pas later bleek werd ze geëvacueerd via het Ladogameer, maar haar familie ging ervan uit dat ze was omgekomen bij het uitoefenen van haar werk.

## Het dagboek van Nina en Tanja
Tanja’s moeder Maria gaf, toen Nina niet weer terugkeerde, het dagboekje van Nina aan Tanja. Tanja’s eigen dagboek, waarin ze zorgvuldig al haar wederwaardigheden had bijgehouden, werd als brandstof gebruikt om de noodkachel te kunnen stoken in de zeer koude winter van 1941/42. Blaadjes uit Nina’s dagboek werden gebruikt voor korte aantekeningen over de lotgevallen van de familieleden. De blaadjes laten op dramatische wijze zien hoe de familie gestaag uitdunt totdat alleen Tanja nog over is.
Een lerares in het weeshuis in Krasny Bor schreef in 1941 aan de enige overlevende van de familie, broer Michail, dat Tanja nog leefde, maar door ziekte was aangetast en speciale zorg nodig had. Ze werd met een van de kindertransporten vanuit de belegerde stad in augustus 1942 naar Krasny Bor (bij Nizjni Novgorod) gebracht. Daar overleed ze in het Sjatkovski-ziekenhuis op 1 juli 1944 aan tuberculose.

## Wat gebeurde er met de dagbloekblaadjes?
Nina’s dagboek, met Tanja’s hartverscheurende zinnetjes over de lotgevallen van de familie op losse papiertjes, werd na de oorlog gebruikt als belastend bewijsmateriaal in het Proces van Neurenberg. Het dagboekje zelf kreeg een bestemming in het Museum van de Geschiedenis van Leningrad, en kopieën van de blaadjes bevinden zich in een van de twee gebouwtjes aan de ingang van de grote Piskarjovskoje-begraafplaats in Sint-Petersburg (Пискарёвское мемориа́льное кла́дбище), waar zo’n 500.000 slachtoffers van het beleg en verdedigers van Leningrad begraven zijn. Het totaal aantal slachtoffers van de belegering is onbekend, maar bedraagt waarschijnlijk meer dan een miljoen.

## De inhoud van het dagboek van Tanja
…Jenja gestorven op 28 december, om 12.30u (1941)
…oma gestorven op 25 januari, om 15u (1942)
…Leka gestorven op 17 maart om 5u (1942)
…Oom Vasja gestorven op 13 april, om 2 uur ‘s nachts (1942)
…Oom Lesja op 10 mei, om 16u (1942)
…Moeder op 13 mei om 7.30u (1942)
…de Savitsjevs zijn dood
…Iedereen is dood
…alleen Tanja is nog over